# سیارک ۴۹۴۶
سیارک ۴۹۴۶ (به انگلیسی: 4946 Askalaphus، نامگذاری:1988BW1) چهار هزار و نهصد و چهل و ششمین سیارک کشف شده‌است که در ۲۱ ژانویه ۱۹۸۸ کشف شد.
قدر مطلق سیارک برابر ۹٫۹۰ است.